# 朱見浚
吉簡王朱見浚（1456年7月11日—1527年8月16日），是明英宗朱祁鎮庶七子，母靖莊安穆宸妃萬氏，明朝第一代吉王。
朱見浚在景泰七年六月初九（1456年7月11日）出生，正是英宗被幽禁于南宫期間。天順元年（1457年），英宗復辟，三月初六受封吉王。成化十三年（1477年）九月十九日就藩長沙府。
朱見浚時常勉勵自己保持良好品德和多做善事。曾遊覽嶽麓書院，訪問古哲賢遺跡。還讓人製作了先聖圖和《尚書》並不時取來看。有空的時候也會進行寫作。翻閱《賈大傅新書》（猜測是賈誼的《賈子新書》）。
他在位五十年後，於嘉靖六年七月二十（1527年8月16日）過世，享年72歲，諡曰“簡”。世子朱祐枎早薨，諡曰“悼”。世孫朱厚𤊻在兩年後嗣封吉王。
女兒善化郡主，下嫁史策。

## 後裔
朱劍凡，毛澤東密友，中國革命教育家。肖勁光、王稼祥岳父。